# Pseudopercis numida
Pseudopercis numida és una espècie de peix de la família dels pingüipèdids i de l'ordre dels perciformes.

## Descripció
Fa 120 cm de llargària màxima (encara que la seua mida normal és de 40) i 20,2 kg de pes. 7 espines i 26-28 radis tous a l'aleta dorsal i 1-2 espines i 24-27 radis tous a l'anal. Cos de color marró (esquitxat de tons violats al dors) i amb una taca marró darrere de les brànquies. Cap oval i amb una boca gran i de llavis gruixuts, la qual acaba a l'altura dels ulls.

## Reproducció
Assoleix la maduresa sexual a partir dels 5 anys.

## Alimentació
Es nodreix de peixets, mol·luscs i crustacis, i el seu nivell tròfic és de 3,01.

## Hàbitat i distribució geogràfica
És un peix marí, demersal (entre 15 i 300 m de fondària, normalment entre 100 i 300) i de clima tropical (23°S-28°S), el qual viu a l'Atlàntic sud-occidental: les aigües més fondes de la plataforma continental, els esculls rocallosos superficials i els substrats sorrencs i rocallosos des de l'estat de Rio de Janeiro fins a les costes de Santa Catarina (el Brasil) i l'Argentina. Els hipotètics registres d'aquesta espècie a l'Uruguai són, probablement, identificacions errònies de Pseudopercis semifasciata.

## Amenaces
És pescat amb finalitats alimentàries amb palangres de fons. Entre els anys 1986 i 1995, aquesta espècie va constituir el 18,4% de les captures fetes amb palangres en aigües del sud-est del Brasil. No obstant això, es desconeix si açò representa una amenaça significativa per a l'espècie.

## Curiositats
Una antiga lleganda del Brasil identifica aquest peix com el regal idoni per a la persona estimada: el pescador enamorat, quan el capturava, l'oferia a la seua estimada i, si la passió amorosa era mútua, ella cuinava el peix i convidava el pescador a sopar. Això assenyalava l'inici del festeig entre la parella i la raó per la qual aquest peix és anomenat així en portuguès.

## Observacions
És inofensiu per als humans i la seua longevitat és de 30 anys.